# 吲哚-2-乙酸
吲哚-2-乙酸是一种有机化合物，化学式为C10H9NO2，它是吲哚乙酸的同分异构体之一。它可以2-甲基吲哚为原料，经多步反应制得。

## 反应
它在光照和Au@ZnO纳米颗粒催化下，于空气中可以脱羧氧化，得到吲哚-2-甲醛。